# Vaudeloges
Vaudeloges ist eine ehemalige französische Gemeinde mit zuletzt 217 Einwohnern (Stand: 1. Januar 2013)  im Département Calvados in der Region Normandie; sie gehörte zum Arrondissement Lisieux und zum Kanton Livarot. Die Einwohner werden Vaudélogiens genannt.
Die Gemeinde Vaudeloges wurde am 1. Januar 2017 mit zwölf weiteren Gemeinden, namentlich Boissey, Bretteville-sur-Dives, Hiéville, Mittois, Montviette, Ouville-la-Bien-Tournée, Sainte-Marguerite-de-Viette, Saint-Georges-en-Auge, Saint-Pierre-sur-Dives, Thiéville, L’Oudon und Vieux-Pont-en-Auge zur neuen Gemeinde Saint-Pierre-en-Auge zusammengeschlossen.

## Geographie
Vaudeloges liegt etwa 37 Kilometer südöstlich von Caen. 
Umgeben wurde die Gemeinde Vaudeloges von den Nachbargemeinden L’Oudon im Norden und Osten, Norrey-en-Auge im Süden, Barou-en-Auge im Südwesten, Louvagny im Westen sowie Courcy im Nordwesten.

## Bevölkerungsentwicklung
| Jahr                      | 1962 | 1968 | 1975 | 1982 | 1990 | 1999 | 2006 | 2013 |
| Einwohner                 | 274  | 231  | 180  | 146  | 176  | 153  | 194  | 217  |
| Quelle: Cassini und INSEE |      |      |      |      |      |      |      |      |

## Sehenswürdigkeiten
- Kirche Notre-Dame in Vaudeloges aus dem 16. Jahrhundert
- Kirche Notre-Dame in Abbeville aus dem 13. Jahrhundert

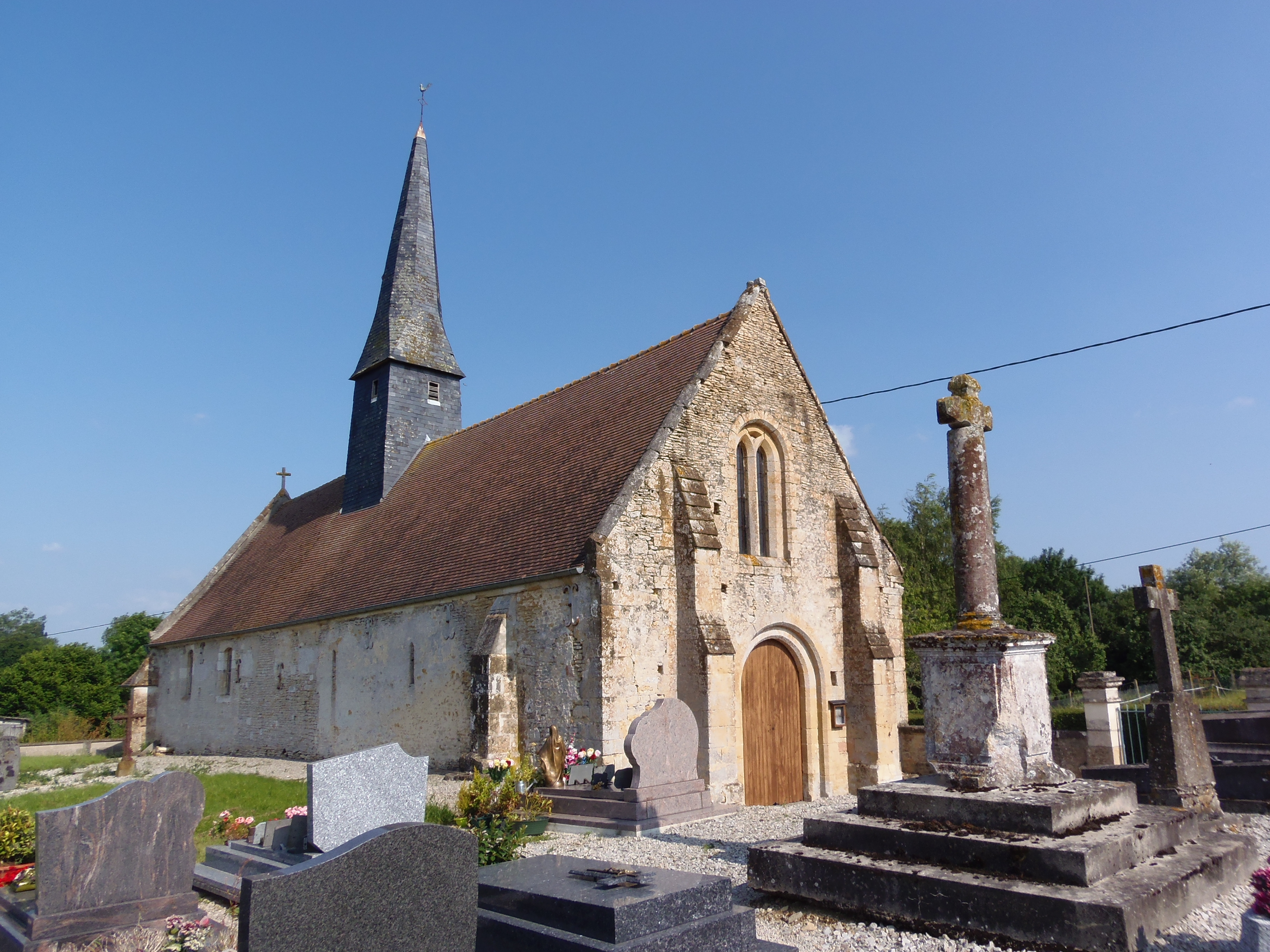
Kirche Saint-Leu

- Kirche Saint-Leu von Réveillon